# Movimiento de Oficiales Libres

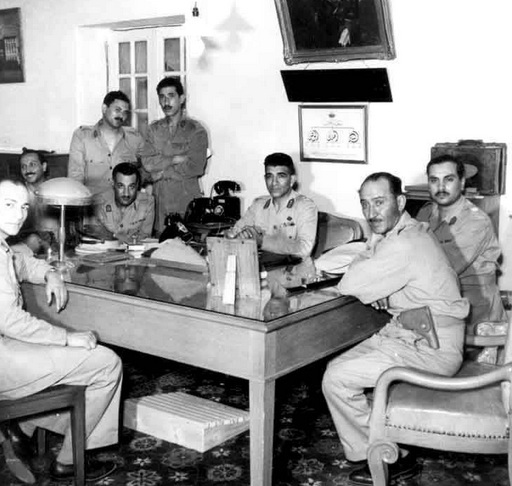
Oficiales libres, 1953

El Movimiento de Oficiales Libres fue una organización clandestina militar egipcia fundada por Gamal Abdel Nasser junto a Anwar el-Sadat y otros oficiales tras la derrota de Egipto en la guerra de 1948 con Israel y cuyo objetivo era salvar la honra del ejército, así como derrocar al rey Faruk I, cuyo gobierno se asentaba en el apoyo del Reino Unido.
En 1949 Nasser fue nombrado coordinador del Movimiento y en 1950 se eligió al general Muhammad Naguib como la persona que ocuparía la Presidencia de la República tras el golpe de Estado que, efectivamente, se llevó a cabo el 23 de julio de 1952. Los primeros pasos del nuevo gobierno estuvieron controlados por los nueve hombres que dirigían el Movimiento.
Desde finales de los años 40, Egipto se hallaba sumido en una profunda crisis a todos los niveles. La figura del rey Faruk I estaba desprestigiada por su carácter autoritario, los sucesivos gobiernos se veían continuamente salpicados por escándalos de corrupción, la Constitución era inoperante, los británicos seguían controlando el país y la mayor parte de la población egipcia vivía en una miseria casi absoluta. El ejército también se encontraba convulso por la derrota contra Israel, y es en su seno y en este contexto donde se forma el Movimiento de Oficiales Libres. Esta organización de militares nacía con tres objetivos:
- Depuración de responsabilidades en el ejército por la derrota en la Guerra contra Israel.
- Liberación definitiva frente a los británicos.
- Lograr constituir un gobierno justo.

En 1952, toda la crisis que vivía Egipto desembocó en un levantamiento contra el gobierno. La dirección del movimiento corrió a cargo del ejército, liderado por el Comité de Oficiales Libres (donde pronto destacaría la figura de Nasser), ya que ciertamente eran los únicos con un grado de organización suficiente como para derrocar al régimen. Estos militares, que provenían en su mayoría de la clase media, pronto entraron en contacto con partidos de izquierda y con otros grupos contrarios al régimen. El programa inicial del grupo de oficiales liderados por Nasser era tan amplio que fue aceptado por el resto de los grupos del movimiento, desde los Hermanos Musulmanes hasta los comunistas. Todos coincidían en la necesidad de anteponer los intereses nacionales a los de partidos y facciones, y poseían un sentido de la solidaridad con las masas campesinas, de las que muchos procedían. El movimiento revolucionario se desencadenó con el golpe militar del 22 de julio de 1952, que se impuso sin demasiada oposición y con el que Muhammad Naguib pasaba a ocuparse (a instancias de los Oficiales Libres) de la Presidencia de la República.
- Datos: Q781607
- Multimedia: Free Officers of Egypt / Q781607